# Iglesia de San Julián y Santa Basilisa (Valladolid)
La iglesia de San Julián y Santa Basilisa fue un pequeño templo parroquial católico edificado en Valladolid por los primeros repobladores astures, durante el reinado de Fernando I, situada cerca del primitivo alcázar o alcazarejo, que junto a la también desaparecida parroquia de San Pelayo constituyó parte del pequeño núcleo histórico de la ciudad. Ambas parroquias representan el nacimiento y desarrollo de la ciudad de Valladolid. Se mantuvo en actividad como parroquia durante cerca de ocho siglos hasta que en 1777 se derribó su fábrica por considerarse vieja y ruinosa. La iglesia de San Julián forma parte del patrimonio perdido de Valladolid.

## Contexto histórico
A finales del siglo XI, el rey Alfonso VI encomendó al conde Pedro Ansúrez la repoblación y mantenimiento de una buena extensión de las tierras de la Meseta cercanas al río Duero. Por entonces existían dos núcleos importantes de carácter defensivo ubicados estratégicamente que eran Cabezón de Pisuerga y Simancas. Ambos disponían de un puente sobre el río Pisuerga. Pero el conde Ansúrez se estableció en una pequeña aldea agrícola perteneciente a la jurisdicción de Cabezón, llamada Valladolid, a medio camino entre Cabezón y Simancas. Cuando el conde llegó a este incipiente núcleo, la población contaba con una cerca, un alcazarejo y dos parroquias bajo las advocaciones de San Julián y San Pelayo y se organizaba mediante concejo abierto.

Adicimus etiam illud monasterium Sancti Iulani quod est fundatum hic in Uillam... Similiter apponimus monasterium Sancti Pelagii et omnes Ecclesias quae ibi fuerunt fundatae.

Pedro Ansúrez se estableció fuera de la cerca o muralla, construyendo su casa o palacio con una pequeña capilla y muy cercano mandó construir la primera colegiata de Santa María que sería el embrión de la futura catedral de Valladolid. En 1072 Alfonso VI otorgó el título de señor de Valladolid al conde Ansúrez, concediendo el rango de villa al poblamiento existente. A partir de esos años Valladolid fue creciendo y extendiéndose hacia el este, respetando el núcleo primitivo con sus dos parroquias, la de San Julián y la de San Pelayo.

## Historia de la iglesia

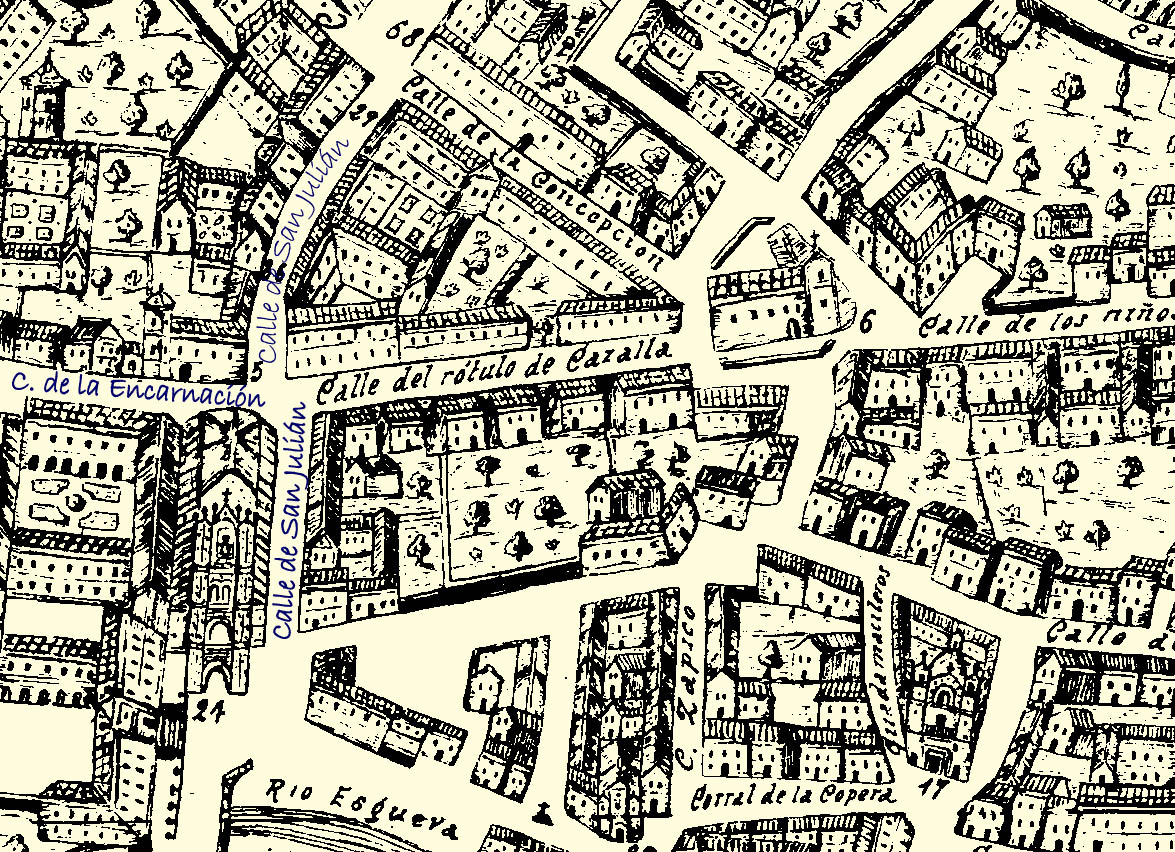
Detalle del plano de Ventura Seco de 1738. La iglesia de San Julián está señalada con el n.º 5 y la de San Pelayo (o San Miguel) con el n.º 6. Puede apreciarse cómo hace esquina con la calle de la Encarnación y la antigua calle de San Julián, hoy de San Ignacio.

La iglesia de San Julián y Santa Basilisa fue una fundación del rey Fernando I; tenía una capilla destinada a los reyes. En la época del conde Ansúrez fue patrono de la capilla mayor Alfonso García de Torres, doncel y guarda mayor del rey Alfonso VI. Este personaje pertenecía a la familia de la Casa de Torres, con solar en las cercanías de Espinosa de los Monteros, casado con María Ortiz, natural de Medina de Pomar. Sus descendientes siguieron la tradición del patronazgo y en tiempos del rey Juan II, otro Alfonso García de Torres que también fue doncel y guarda mayor de este rey, se ocupó del patronazgo de la capilla.
Tras la desaparición del mayorazgo de la casa Torres en el siglo XVI se hizo cargo del patronazgo de la capilla mayor la cofradía de Nuestra Señora de la Paz que aportó la imagen que custodiaban. En 1720 otra cofradía vino a instalarse en esta parroquia: Cofradía de San Aniano, compuesta por maestros de obra de viejo. Más tarde se instituyó la congregación de la Buena muerte y Corazón de Jesús, que ejerció gran influencia en la parroquia.
Tuvo la iglesia dos enterramientos notables: en la capilla mayor, del lado del Evangelio estuvo Fernando de Torres, de la familia citada anteriormente; del lado de la Epístola García de Salazar, oidor de la Real Chancillería de Valladolid. Sus descendientes alcanzaron tal pobreza que fueron enterrados en la puerta de la calle.

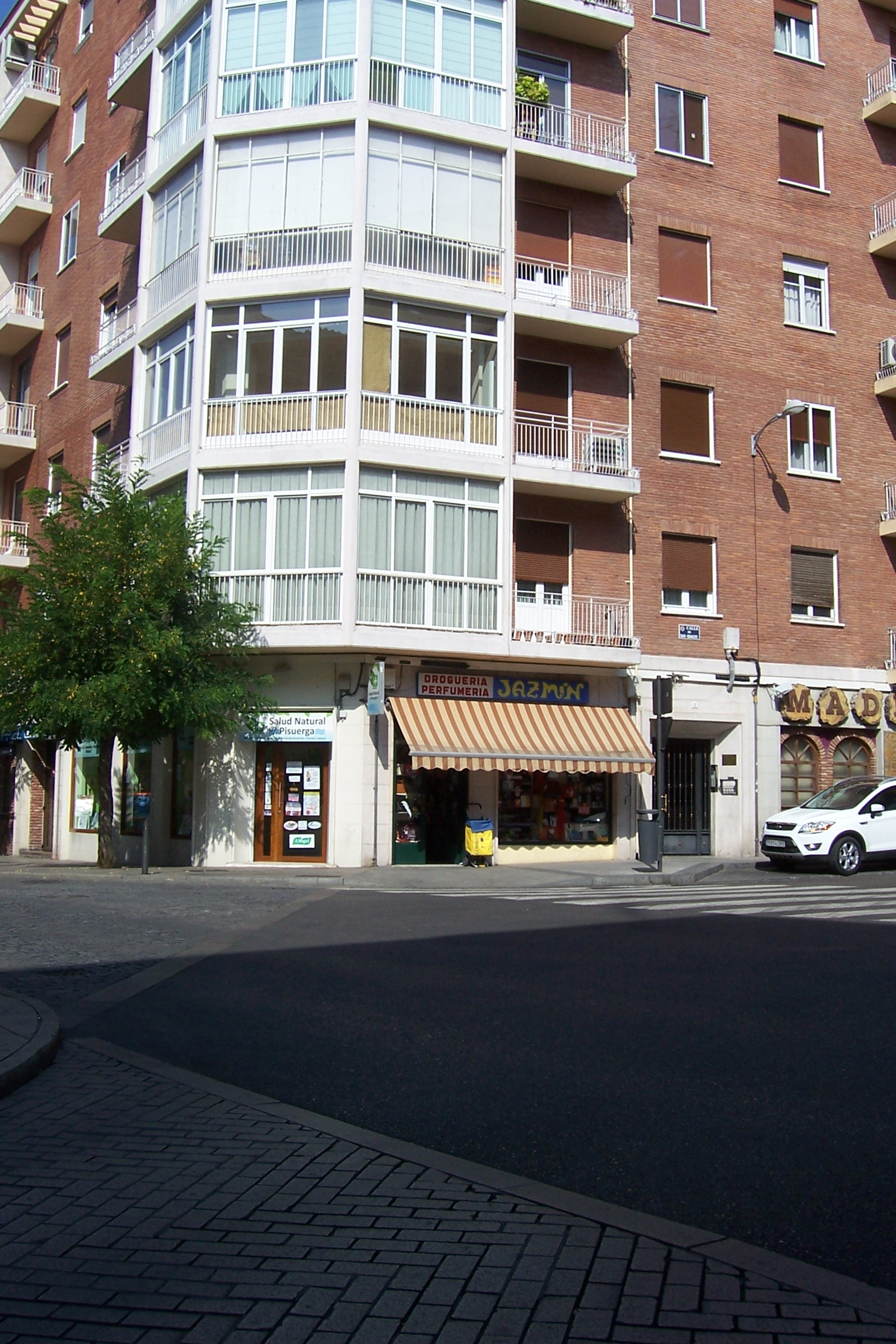
Valladolid, esquina de la calle de San Ignacio con la calle de la Encarnación. En el solar donde está la casa de la foto estuvo ubicada la primitiva iglesia de San Julián, una de las dos primeras parroquias de Valladolid. La otra parroquia se llamó San Pelayo y más tarde San Miguel.

Estaba ubicada en la esquina de lo que es la calle de San Ignacio con la calle de la Encarnación. En aquel tiempo la calle de San Ignacio se llamaba calle de San Julián. Ventura Pérez realizó a mediados del siglo XVIII un dibujo de esta parroquia para ilustrar la Historia de Valladolid de Juan Antolínez de Burgos. En esta imagen se puede apreciar cómo era la fachada, de ladrillo, con una simple ventana de medio punto a media altura y rematada con una especie de espadaña y frontón. La puerta era un sencillo portal con columnas toscanas. La iglesia estaba rodeada por un atrio.
Durante siglos se mantuvo la iglesia en buen estado hasta que en 1740 el párroco junto con el licenciado Diego Alonso tomaron la decisión de engrandecerla y sobre todo, renovar su capilla mayor, comenzando su derribo en julio de ese mismo año. Pasado un tiempo, las obras se interrumpieron por dificultades económicas y también como consecuencia de la muerte del párroco que había sido el verdadero impulsor.

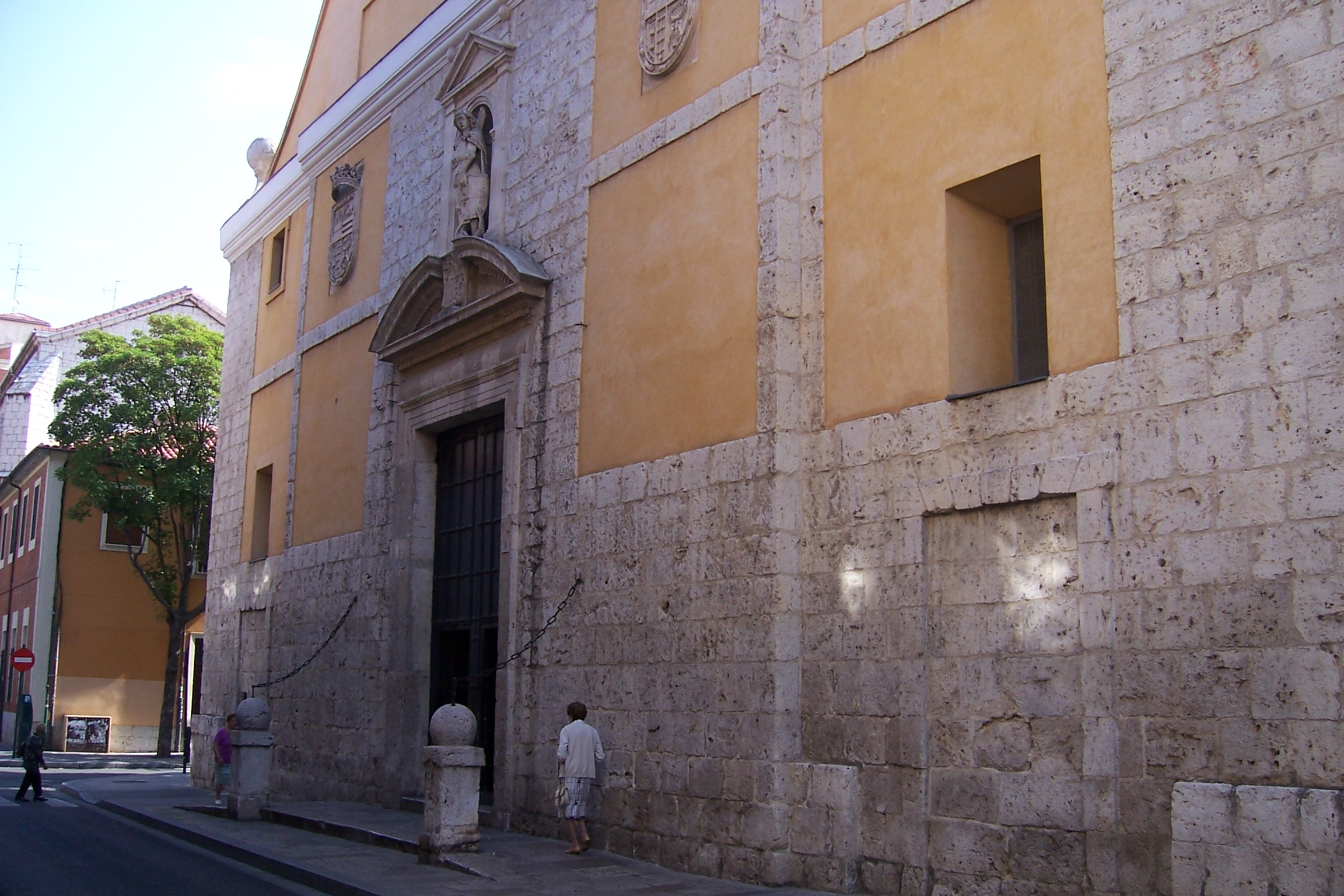
Iglesia de San Miguel y San Julián de los jesuitas donde se llevaron los objetos de culto. Se llamaba de San Ignacio, pero tras la expulsión de los jesuitas se hizo parroquia de San Miguel y San Julián.

En 1775 los responsables de la iglesia se vieron en la necesidad de trasladar los objetos de culto a la iglesia de San Ignacio, a pocos metros, en la calle del mismo nombre, que había sido conocida como calle de San Julián, y finalmente en 1777 se tuvo que derribar todo el edificio. En su solar se instaló años más tarde la Posada de San Ignacio, lugar de hospedaje para estudiantes. De aquella posada no queda nada tampoco; la primitiva iglesia de San Julián y Santa Basilisa pasó a formar parte del patrimonio perdido de Valladolid, lo mismo que su vecina, la iglesia de San Miguel, que en un principio tuvo la advocación de San Pelayo.

El 11 de Noviembre de 1775 pasaron a la iglesia de San Ignacio, a las cinco de la tarde, los santos de San Miguel y San Julian, sin campanas, no más que con las hachas de las cofradias, cantando la letania de Nuestra Señora. Salieron de San Miguel, el santo delante después Nuestra Señora del Rosario y detrás la de la Cerca y la última la de la Esperanza, y fueron por el rotulo de Cazalla a San Julian, donde tenian en andas a los santos y a Nuestra Señora de la Compasión; esta la llevaron primero y pusieron a los dos santos San Julian y Santa Basilisa detrás de Nuestra Señora del Rosario, y en esta forma entraron en San Ignacio, en donde estaba ya puesta la pila bautismal, y San Miguel en el altar mayor, donde estaba San Ignacio, y encima del tabernáculo pusieron á los dos santos San Julian y Santa Basilisa, y al otro dia domingo se dijo la primera misa y pusieron a San Miguel.